# Fellah

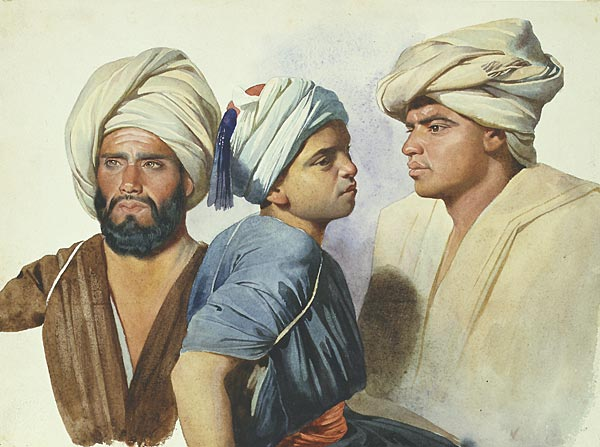
Charles Gleyre, Trois fellahs, Égypte, 1835

Un fellah (en arabe : فلاح fallāḥ) est un paysan arabe d'Égypte, d'Arabie, du Maghreb ou de Syrie.

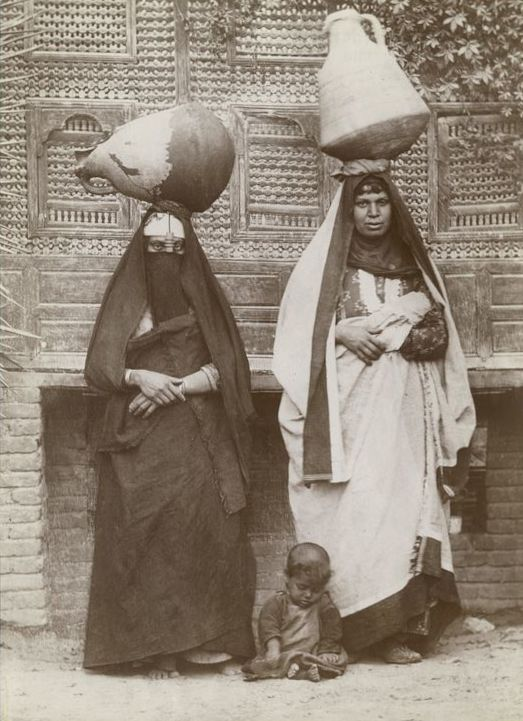
Femmes fellahs portant le niqab en Egypte (années 1860 à 1920)